# Harriet Bloch

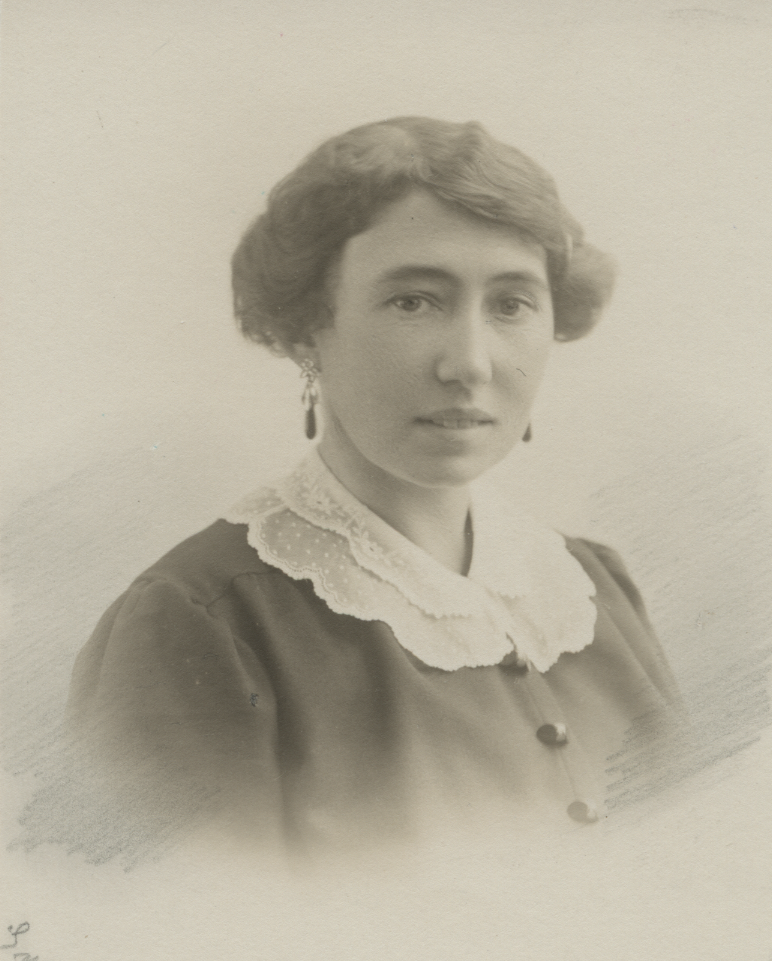
Harriet Bloch

Harriet Bloch (* 26. Juli 1881 in Kolding als Harriet Fussing; † 1. April 1975) war eine dänische Drehbuchautorin der Stummfilmära. Sie gilt als erste Frau Dänemarks, die diesen Beruf professionell ausübte, und als eine der erfolgreichsten dänischen Drehbuchautoren aller Zeiten.

## Leben und Werk
Harriet Fussing wurde 1881 im süddänischen Kolding als Tochter eines Architekten geboren. Als 20-Jährige zog sie nach Kopenhagen, wo sie 1902 einen wohlhabenden Ingenieur heiratete. Das Paar hatte sechs Kinder.
Bloch war eifrige Kinobesucherin und besuchte oft bis zu drei Vorstellungen am Tag. Den Beschluss, sich selbst als Drehbuchautorin zu versuchen, fasste sie nach eigenen Angaben, nachdem sie Abgründe von Urban Gad gesehen hatte und dachte, es selbst genauso gut machen zu können. Ohne formelle Ausbildung verfasste sie ihr erstes Drehbuch, das sie der Nordisk Film verkaufte und aus dem 1911 der Film Hendes Ære unter Regie von August Blom entstand.
In den folgenden Jahren schrieb Bloch zirka 150 Drehbücher für Spiel- und Kurzfilme, von denen fast 100 verfilmt wurden. Einen Großteil ihrer Manuskripte verkaufte Bloch an die Nordisk Film, wo sie die Lieblingsautorin des Gründers und Produzenten Ole Olsen gewesen sein soll.
Auch der Schauspieler Valdemar Psilander schätzte sie sehr und ließ sie einen Großteil der Manuskripte für seine letzten Filme schreiben.
Auch im europäischen Ausland hatte Bloch einige Erfolge: Die schwedische Svenska Biografteatern bestellte 1916 sechs Manuskripte, von denen das erste Kärlek och journalistik von Mauritz Stiller verfilmt wurde. F.W. Murnaus Der Gang in die Nacht basiert ebenfalls auf einer Vorlage Blochs.
Mit dem Ende der Stummfilme endete auch Harriet Blochs Karriere Mitte der 1920er Jahre. Sie verfasste noch einige Hörspiele für das Radio, die aber nicht veröffentlicht wurden. Bloch zog sich aus der Filmbranche zurück und kaufte zwei Apfelplantagen in Ramløse, Nord-Seeland, die sie bis zu ihrem Tod mit ihren Söhnen betrieb.

## Filmographie (Auswahl)
| - 1911 – Gennem Kamp til Sejr - 1911 – Hendes Ære - 1912 – Kærlighed og Penge (Kurzfilm) - 1912 – Naar Kærligheden dør - 1912 – Pro forma - 1912 – Den Stærkeste - 1912 – Oscar Stribolt som Vidunderbarn (Kurzfilm) - 1913 – Frk. Studenten (Kurzfilm) - 1913 – Livets Blændværk (Kurzfilm) - 1913 – Nellys Forlovelse - 1913 – Et Skud i Mørket (Kurzfilm) - 1914 – En stærkere Magt - 1914 – Hægt mig i Ryggen (Kurzfilm) - 1914 – Et Læreaar - 1914 – Den store Middag (Kurzfilm) - 1914 – Under falsk Flag (Kurzfilm) - 1914 – Man skal ikke skue Hunden paa Haarene (Kurzfilm) - 1915 – Et Huskors - 1915 – Lige for lige (Kurzfilm) - 1915 – Den lille Chauffør - 1915 – Naar Hævngløden slukkes - 1915 – Den sidste Nat - 1915 – En søvnig Brudgom - 1915 – Badehotellet - 1915 – De Ægtemænd! (Kurzfilm) - 1916 – Viljeløs Kærlighed - 1916 – For sin Faders Skyld - 1916 – Du skal elske din Næste - 1916 – Danserindens Hævn - 1916 – Kärlek och journalistik - 1916 – Manden uden Fremtid - 1916 – Hendes Fortid - 1916 – Kærlighed og Skræddergæld (Kurzfilm) - 1916 – En Kærlighedsprøve - 1916 – Letsindighedens Løn - 1916 – Prinsessens Hjerte - 1916 – Gammel Ost og Blomsterduft (Kurzfilm) - 1916 – Alderdom og dårskab - 1917 – Askepot (Kurzfilm) - 1917 – Et Barnehjerte - 1917 – Kærligheds-Væddemaalet - 1917 – Tropernes Datter - 1917 – De tossede Kvindfolk (Kurzfilm) - 1917 – Millionarven - 1917 – Förstadsprästen - 1918 – Hendes Hjertes Ridder - 1918 – Den lille Virtuos - 1918 – Hjerterkonge (Kurzfilm) - 1918 – Pigespejderen - 1918 – Prøvens Dag - 1918 – Præstens Datter - 1918 – Mands Vilje - 1918 – Frøken Theodor (Kurzfilm) - 1919 – Den skønne Ubekendte (Kurzfilm) - 1920 – Kærlighed og Overtro (Kurzfilm) - 1920 – Frøken Larsens Karriere - 1920 – Vil De være min kone i morgen? (Kurzfilm) - 1921 – Der Gang in die Nacht - 1921 – Die Erbin von Tordis - 1921 – Elskovs Magt - 1921 – Æresgæld - 1923 – Republikaneren - 1923 – Fyrstinde Tatjana |